# 17. септембар
17. септембар (17.9.) је 260. дан у години по грегоријанском календару (261. у преступној години). До краја године има још 105 дана.

## Догађаји
- 1630 — Основан је град Бостон у Масачусетсу.
- 1631 — У Тридесетогодишњем рату Швеђани и немачки протестанти под командом шведског краља Густава Адолфа код Лајпцига победили царску војску под вођством грофа Тилија.
- 1665 — У Лондону избила епидемија куге у којој је умрло око 70.000 људи.
- 1776 — Основан је Пресидио Сан Франциска у Новој Шпанији.
- 1787 — Делегати 12 од тадашњих 13 држава САД су на Филаделфијској конвенцији потписали Устав САД.
- 1809 — Миром у Фредриксхаму завршен је Фински рат у ком је Русија освојила Финску.
- 1814 — Френсис Скот Кеи завршио је своју песму "Одбрана Форт МекХенрија", она је касније постала предложак за текст "Стар Спанглед Банер", химне Сједињених Америчких Држава.
- 1889 — Поводом 500. годишњице Косовске битке у краљевини Србији установљен „Орден кнеза Лазара“, који су могли да носе само владар и пунолетни престолонаследник.
- 1900 — Британска краљица Викторија I Александрина потписала документ којим је Аустралија ушла у Комонвелт као федерална унија шест бивших британских колонија.
- 1914 — Српски премијер Никола Пашић са албанским политичарем Есад-пашом потписује у Нишу тајни споразум о савезништву између Србије и Албаније.
- 1918 — После тродневне офанзиве Прва и Друга српска армија уз помоћ две француске дивизије пробиле Солунски фронт у Првом светском рату. Немци и Бугари били приморани да се повуку. Пробој Солунског фронта омогућио српској војсци повратак у домовину и, као једна од најуспешнијих операција у Првом светском рату, допринео коначном слому Централних сила.
- 1931 — Компанија „RCA Victor“ представила прву лонг-плеј грамофонску плочу на 33 обртаја у хотелу „Савој“ у Њујорку.
- 1939 — 
  - Совјетска Црвена армија ушла у Пољску са истока, запосела крајеве западне Белорусије и Украјине и заробила 217.000 Пољака. Немци напали Варшаву из ваздуха и са копна.
  - Носач авиона ХМС Курејџос британске Краљевске морнарице је у Западним прилазима торпедовала и потопила немачка подморница У-29, уз губитак живота 519 чланова посаде.
- 1944 — Спуштањем англоамеричких падобранаца код градова Арнема, Најмегена и Гравеа у Холандији почела је операција Маркет Гарден у Другом светском рату.
- 1978 — Потписивањем оквирног плана за мир на Блиском истоку у Кемп Дејвиду завршени разговори председника Египта Анвара ел Садата, премијера Израела Менахема Бегина и председника САД Џимија Картера.
- 1991 — Прва верзија Линукс кернела (0.01) је објављена на Интернету.
- 1997 — У близини Фојнице, у централној Босни, срушио се хеликоптер Уједињених нација у ком су погинули 12 представника УН и помоћник представника УН за Босну и Херцеговину Герд Вагнер.
- 2001 —
  - Њујоршка берза поново је отворена за трговину након напада 11. септембра, најдуже затварање од велике депресије.
  - Окружни суд у Београду обуставио кривични поступак против челника западних земаља и НАТО због агресије на Југославију 1999. Поступак обустављен пошто је јавни тужилац одустао од оптужнице, а Врховни суд Србије укинуо пресуду којом су оптужени осуђени на по 20 година затвора.
  - Македонска влада саопштила да ће НАТО трупама дозволити да остану у земљи и по завршетку њиховог мандата.
- 2006 — Покренута ТВ Авала.
- 2011 — Покренут је покрет Окупирај Вол Стрит у парку Зукоти у Њујорку.
- 2016 — Две бомбе су експлодирале у Сисајд Парку у Њу Џерсију и Менхетну у Њујорку. 31 особа је повређена у бомбардовању Менхетна.

## Рођења
- 879 — Карло III Безазлени, француски краљ (прем. 929)[1]
- 1826 — Бернхард Риман, немачки математичар. (прем. 1866)
- 1853 — Марко Т. Леко, српски хемичар, ректор Велике школе, академик и председник Црвеног крста. (прем. 1932)
- 1857 — Константин Циолковски, руски физичар. (прем. 1935)
- 1905 — Владан Десница, српски и хрватски писац. (прем. 1967)[2]
- 1918 — Агостино Нето, анголски песник и политичар, 1. председник Анголе. (прем. 1979)
- 1923 — Хенк Вилијамс, амерички музичар. (прем. 1953)
- 1931 — Ен Банкрофт, америчка глумица, редитељка, сценаристкиња и певачица. (прем. 2005)
- 1934 — Морин Коноли, америчка тенисерка. (прем. 1969)
- 1945 — Брус Спенс, новозеландско-аустралијски глумац.
- 1945 — Фил Џексон, амерички кошаркаш и кошаркашки тренер.
- 1948 — Кемал Монтено, босанскохерцеговачки музичар. (прем. 2015)
- 1954 — Драган Симеуновић, српски фудбалер.
- 1958 — Јанез Јанша, словеначки политичар, 5. премијер Словеније.
- 1960 — Дејмон Хил, британски аутомобилиста, возач Формуле 1.
- 1962 — Баз Лурман, аустралијски редитељ, сценариста, продуцент и глумац.
- 1968 — Анастасија, америчка музичарка.
- 1969 — Кит Флинт, енглески музичар и плесач, најпознатији као оснивач и члан групе The Prodigy. (прем. 2019)
- 1971 — Саша Марковић, српски фудбалер.
- 1971 — Адријана Скленаржикова, словачка глумица и модел.
- 1973 — Демис Николаидис, грчки фудбалер.
- 1974 — Рашид Волас, амерички кошаркаш.
- 1975 — Саша Стефановић, српски кошаркаш.
- 1979 — Горан Јеретин, црногорски кошаркаш.
- 1985 — Томаш Бердих, чешки тенисер.
- 1985 — Мирза Телетовић, босанскохерцеговачки кошаркаш.
- 1990 — Петар Ђорђић, српски рукометаш.
- 1996 — Дује Ћалета Цар, хрватски фудбалер.
- 1998 — Лука Аџић, српски фудбалер.
- 1999 — Јулија ван Берген, холандска певачица.

## Смрти
- 1961 — Аднан Мендерес, турски премијер. (рођ. 1899)
- 1994 — Карл Попер, британски филозоф и академик аустријског порекла. (рођ. 1902)
- 1994 — Витас Герулајтис, литвански-амерички тенисер. (рођ. 1954)
- 2008 — Звонко Миленковић, српски музичар, најпознатији као члан групе Рокери с Мораву. (рођ. 1956)
- 2019 — Џесика Џејмс, америчка порнографска глумица. (рођ. 1979)

## Празници и дани сећања
- — Аустралијски дан држављанства.
- — Бетменов дан, годишње означавање које је започео ДЦ Комикс 17. септембра 2013.
- — Српска православна црква слави Светог митрополита Петра Дабробосанског